# Megachile leucostomella
Megachile leucostomella is een vliesvleugelig insect uit de familie Megachilidae. De wetenschappelijke naam van de soort is voor het eerst geldig gepubliceerd in 1927 door Cockerell.